# Món perceptiu
El món perceptiu, també anomenat umwelt (de l'alemany Umwelt, entorn), és el conjunt d'estímuls que un animal és capaç de percebre del seu entorn i que té significat per a ell. Aquest entorn subjectiu varia per cada espècie, i en alguns casos és modificable per l'experiència individual. El món perceptiu és un concepte clau per estudis d'etologia i de semiòtica.
El terme umwelt va ser introduït per Jakob von Uexküll. És coherent amb la teoria dels signes, però contradiu el positivisme científic.